# Adrianne Lenker
Adrianne Elizabeth Lenker, född 9 juli 1991 i Indianapolis, Indiana, är en amerikansk musiker, främst känd som sångare och gitarrist i bandet Big Thief.

## Uppväxt
Lenker föddes i Indianapolis men växte huvudsakligen upp i Plymouth, Minnesota. Hon bodde tillsammans med sin familj i en kristen sekt i Indianapolis tills hon var sex år gammal. Familjen flyttade runt mycket under Lenkers barndom. De hyrde olika hem men slog sig med tiden ner i Plymouth där Lenker kom att bo i tio år. Under somrarna reste familjen runt på vägarna i mellanvästra USA[källa behövs] och bodde i en blå skåpbil. Lenker skrev sin första sång när hon var åtta år gammal.
Förutom musiken är Lenker intresserad av taekwondo. I sin ungdom tränade hon och alla hennes syskon karate, och hon blev delstatsmästare i karate tre år i rad. Lenker gick aldrig i high school men tog en motsvarande examen vid 16 års ålder. Hon fick möjligheten att studera vid Berklee College of Music efter att ha fått ett stipendium av musikern Susan Tedeschi.

## Karriär
2006 släppte Lenker, då 14 år gammal, sitt första album , "Stages of the Sun". 2014 släppte hon sitt andra soloalbum, "Hours Were the Birds". 2014 släppte hon också två ep:s tillsammans med Big Thiefs blivande bandmedlem Buck Meek, “a-sides” och “b-sides”. 2015 flyttade Lenker till New York. Samma dag som hon flyttade stötte hon återigen på Meek och bildade tillsammans med honom bandet Big Thief.Den 5 oktober 2018 släppte Lenker sitt tredje soloalbum, "Abykiss".
I oktober 2020 släppte Lenker två album, "Songs" och "Instrumentals", genom det oberoende skivbolaget 4AD. Skivorna fick genomgående positiva recensioner och kom bland annat att beskrivas som "det mest levande låtskriveriet i hennes karriär". Albumen finns med på den amerikanska musiksajten Pitchforks lista över 2020 års 50 bästa album, på plats elva.

## Privatliv
Lenker var under flera år gift med bandkollegan Buck Meek. De träffades första gången på en konsert i Boston där Lenker för tillfället bodde. Paret gifte sig när Lenker var 24 år och skiljde sig 2018. Båda är fortfarande aktiva medlemmar i bandet och beskriver sig fortfarande som ”mycket nära vänner”.
Lenker har öppet beskrivit sig själv som queer men har utöver det inte definierat sin sexuella läggning. Mellan 2019 och 2020 hade Lenker ett förhållande med artisten Indigo Sparke.

## Diskografi

### Soloalbum
Studioalbum
- Stages of the Sun (LucidTunes, 2005)
- Then the Rain Came (LucidTunes, 2008 – ej släppt)
- Hours Were the Birds (Saddle Creek 2014)
- Abysskiss (Saddle Creek, 2018)
- Songs (4AD, 2020)
- Instrumentals (4AD, 2020)

Livealbum
- Live at the Southern (LucidTunes, 2006)

EP:s
- a-sides (med Buck Meek; Saddle Creek 2014)
- b-sides (med Buck Meek; Saddle Creek 2014)

### Med Big Thief
- Masterpiece (Saddle Creek; 2016)
- Capacity (Saddle Creek; 2017)
- U.F.O.F. (4AD; 2019)
- Two Hands (4AD, 2019)
- Dragon New Warm Mountain I Believe in You (4AD; 2022)